# Greta Gerwig
Greta Celeste Gerwig (Sacramento, 4. kolovoza 1983.) američka je glumica, scenaristica i redateljica. Prvo je privukla pozornost nakon rada i pojavljivanja u nekoliko mumblecore filmova. Između 2006. i 2009. pojavila se u brojnim filmovima Joea Swanberga, od kojih je neke napisala ili surežirala, uključujući Hannah Takes the Stairs (2007.) i Nights and Weekends (2008.). 
Gerwig je surađivala sa svojim partnerom Noahom Baumbachom na nekoliko filmova, uključujući Greenberg (2010.) i Frances Ha (2012.), za koji je nominirana za Zlatni globus, Gospodarica Amerika (2015.) i Bijeli šum (2022.). Također se pojavila u filmu To Rome with Love (2012.) Woodyja Allena, u Maggie's Plan (2015) Rebecce Miller, Jackie Pabla Larraína (2016), Žene 20. stoljeća (2016) Mikea Millsa i Isle of Dogs (2018) Wesa Andersona.
Kao solo redatelj, Gerwig je napisala i režirala filmove o odrastanju Lady Bird (2017.) i Male žene (2019.), a oba su zaslužila nominacije za Oscara za najbolji film. Za prvi je dobila nominacije za Oscara za najbolju režiju i najbolji originalni scenarij, a za drugi je bila nominirana za najbolji adaptirani scenarij. Gerwig je 2018. godine uvrštena na godišnju listu Time 100 najutjecajnijih ljudi na svijetu. Njezina treća režija, fantastična komedija Barbie, koju je napisala zajedno s Baumbachom, objavljena je 2023. uz pohvale kritike i uspjeh na blagajnama, postavši najveći debi u povijesti za film koji je režirala žena.

## Redateljski stil
Gerwigini filmovi uglavnom se temelje na njezinim vlastitim iskustvima. U videu iza kulisa na setu Lady Bird rekla je: "Obično počinjem sa stvarima iz vlastitog života, a onda se vrlo brzo zavrte u vlastitu orbitu." Gerwig tjera svoje glumce da uključe njihove osobnosti također u njihove izvedbe, i kaže o svom pisanju i režiji, "sve je u glumcima." Osim toga, ona dopušta malo improvizacije, a scenarij se prati prilično pažljivo.

### Utjecaji
U intervjuu za Maclean's, Gerwig je navela Woodyja Allena kao glavnog utjecaja na svoj rad, rekavši: "Njegov utjecaj je teško izmjeriti jer je tako dubok". Ostali utjecaji na nju su Howard Hawks, Ernst Lubitsch, Carole Lombard, Joan Didion, Patti Smith, Chantal Akerman, Claire Denis, Mia Hansen-Løve, John Huston, Mike Leigh i Agnès Varda.

## Filmografija
| Godina | Film                                     | Redateljica                                          | Scenaristica                                         | Uloga                  |
| ------ | ---------------------------------------- | ---------------------------------------------------- | ---------------------------------------------------- | ---------------------- |
| 2006   | LOL                                      |                                                      |                                                      | Greata                 |
| 2007   | Hannah Takes the Stairs                  |                                                      | zajedno sa Joe Swanberg i Kent Osborne               | Hannah                 |
| 2008   | Nights and Weekends                      | zajedno sa Jo Swanberg                               | zajedno sa Jo Swanberg                               |                        |
| 2008   | Baghead                                  |                                                      |                                                      | Michelle               |
| 2008   | Yeast                                    |                                                      |                                                      | Gen                    |
| 2008   | Nights and Weekends                      | zajedno sa Jo Swanberg                               | zajedno sa Jo Swanberg                               | Mattie                 |
| 2008   | Quick Feet, Soft Hands                   |                                                      |                                                      | Lisa                   |
| 2008   | I Thought You Finally Completely Lost It |                                                      |                                                      | Greta                  |
| 2009   | You Wont Miss Me                         |                                                      |                                                      | Bridget                |
| 2009   | The House of the Devil                   |                                                      |                                                      | Megan                  |
| 2010   | Greenberg                                |                                                      |                                                      | Florence Marr          |
| 2010   | Art House                                |                                                      |                                                      | Nora Ohr               |
| 2010   | Northern Comfort                         |                                                      |                                                      | Cassandra              |
| 2010   | The Dish & the Spoon                     |                                                      |                                                      | Rose                   |
| 2011   | No Strings Attached                      |                                                      |                                                      | Patrice                |
| 2011   | Damsels in Distress                      |                                                      |                                                      | Violet Wister          |
| 2011   | Arthur                                   |                                                      |                                                      | Naomi Quinn            |
| 2012   | Lola Versus                              |                                                      |                                                      | Lola                   |
| 2012   | To Rome with Love                        |                                                      |                                                      | Sally                  |
| 2012   | Frances Ha                               |                                                      | zajedno sa Noah Baumach                              | Frances Halladay       |
| 2014   | Eden                                     |                                                      |                                                      | Julia                  |
| 2014   | The Humbling                             |                                                      |                                                      | Pegeen Mike Stapleford |
| 2015   | Mistress America                         |                                                      | zajedno sa Noah Baumach                              | Brooke Cardinas        |
| 2015   | Maggie's Plan                            |                                                      |                                                      | Maggie Hardin          |
| 2016   | Wiener-Dog                               |                                                      |                                                      | Dawn Wiener            |
| 2016   | Jackie                                   |                                                      |                                                      | Nancy Tuckerman        |
| 2016   | 20th Century Women                       |                                                      |                                                      | Abigail Porter         |
| 2017   | The Meyerowitz Stories                   |                                                      |                                                      | Victoria               |
| 2017   | Lady Bird                                | spisateljica i redateljica                           | spisateljica i redateljica                           |                        |
| 2018   | Isle of Dogs                             |                                                      |                                                      | Tracy Walker (glas)    |
| 2019   | Male žene                                | spisateljica i redateljica                           | spisateljica i redateljica                           |                        |
| 2022   | White Noise                              |                                                      |                                                      | Babette Gladney        |
| 2023   | Barbie                                   | spisateljica (zajedno sa Noah Baumach) i redateljica | spisateljica (zajedno sa Noah Baumach) i redateljica |                        |

## Vanjske poveznice
- Greta Gerwig u interneskoj bazi filmova IMDb